# Klippmålningar på iberiska halvön
Klippkonst på iberiska halvön är en serie arkeologiska platser i Spanien som tillsammans bildar ett världsarv.
Klippmålningar har hittas på många förhistoriska arkeologiska platser i Spanien, och det finns ett separat världsarv som skyddar klippkonst i norra Spanien, Altamiragrottan.
Antalet platser som skyddas under Klippkonst på iberiska halvön har växt sedan världsarvet instiftates av världsarvskommittén 1998: det finns idag över sju hundra platser i Andalusien, Aragonien, Castilla-La Mancha, Catalonia, Murcia och Valencia.